# Turdus rufitorques
Turdus rufitorques là một loài chim trong họ Turdidae.